# Katedra św. Kolmana
Katedra św. Kolmana – rzymskokatolicka katedra znajdująca się w Cobh, w Irlandii. Siedziba diecezji Cloyne.
Neogotycka katedra zaprojektowana została przez E. W. Pugina, G. Ashlina i Thomasa Colemana. Kamień węgielny położył biskup William Keane 30 września 1868 roku. Pierwsza msza została odprawiona 15 czerwca 1879, prace wykończeniowe oraz budowa 90-metrowej wieży trwały do roku 1915.